# Jens Lüning
Jens Lüning (* 11. Februar 1938 in Dortmund) ist ein deutscher Prähistoriker.

## Leben
Jens Lüning studierte ab 1958 Ur- und Frühgeschichte, Klassische Archäologie und Alte Geschichte an den Universitäten Marburg, Heidelberg, Freiburg und Hamburg und wurde 1966 in Heidelberg mit einer Dissertation zur Michelsberger Kultur promoviert. 1966 ging er als Assistent an das Institut für Ur- und Frühgeschichte der Universität zu Köln. Nach der Habilitation wurde er dort Privatdozent, außerplanmäßiger Professor und schließlich Professor (C3) und wechselte 1982 auf den Lehrstuhl für Vor- und Frühgeschichte an der Johann Wolfgang Goethe-Universität Frankfurt am Main, den er bis zu seiner Emeritierung 2003 innehatte.
Lüning spezialisierte sich auf die Jungsteinzeit (Neolithikum), insbesondere auf die Linearbandkeramische Kultur. Bekannt wurde er vor allem durch die Ausgrabungen auf der „Aldenhovener Platte“ (Kreis Düren) im Rheinischen Braunkohlerevier, die er 1968 gemeinsam mit Rudolph Kuper begann und die 1971 bis 1981 von der Deutschen Forschungsgemeinschaft gefördert wurden. Den Ursprüngen der Bandkeramik wandte er sich mit dem von ihm geleiteten internationalen Projekt „Ausgrabungen zum Beginn des Neolithikums in Mitteleuropa“ zu, die 1979–1985 zwischen Ungarn und dem Rhein stattfanden und 1982–1985 von der DFG gefördert wurden. Die entsprechenden Untersuchungen in Schwanfeld (Mainfranken) lieferten einen besonders gut erhaltenen Dorfgrundriss mit den bisher frühesten Datierungen; dort richtete Lüning 2010 das Bandkeramik-Museum Schwanfeld ein.
Im Zuge von Reformbestrebungen in der deutschen Archäologie wurde er 1969 Mitbegründer und, zusammen mit Bernhard Hänsel, 2. Vorsitzender der Deutschen Gesellschaft für Ur- und Frühgeschichte sowie, im selben Jahr, gemeinsam mit Walter Meier-Arendt, Gründer und Sprecher der „Arbeitsgemeinschaft Neolithikum“. Als weiteres Reformprojekt erschien ab 1971 die Zeitschrift Archäologisches Korrespondenzblatt, an deren Entstehung er mitwirkte und bei der er, wieder zusammen mit Walter Meier-Arendt, 1971 bis 2001 Redakteur für die Jungsteinzeit war. 1989 erfolgte, gemeinsam mit Bernhard Hänsel, die Gründung der Reihe „Universitätsforschungen zur Prähistorischen Archäologie“.
Mit der Berufung nach Frankfurt verbunden war für das Seminar für Vor- und Frühgeschichte die Gründung der Abteilung Archäobotanik im Jahre 1983, die unter der Leitung von Arie J. Kalis stand. Die Kombination von Archäologie und Archäobotanik bewährte sich bei der Einwerbung des Frankfurter DFG-Sonderforschungsbereichs 268: „Kulturentwicklung und Sprachgeschichte im Naturraum Westafrikanische Savanne“ (1989–2002), woran Lüning mitwirkte. Im Seminar für Vor- und Frühgeschichte wurde dazu eine Professur für Afrikanische Archäologie eingerichtet (Peter Breunig), die auch eine eigene Abteilung für die Archäobotanik Afrikas erhielt (Katharina Neumann).
Das Seminar war daher gut vorbereitet, als die vier archäologischen Fächer und die naturwissenschaftlichen Nachbarfächer der Universität Frankfurt das Graduiertenkolleg „Archäologische Analytik“ bei der DFG einwarben, das die interdisziplinäre Zusammenarbeit mit möglichst vielen naturwissenschaftlichen Fächern zum Ziel hatte (1997–2006). Von 1999 bis 2003 war Lüning Projektleiter im DFG-Sonderforschungsbereich / Forschungskolleg 435 „Wissenskultur und Gesellschaftlicher Wandel“ der Universität Frankfurt.

## Mitgliedschaften
- 1971 Korrespondierendes Mitglied des Deutschen Archäologischen Instituts
- 1972–2001 Mitglied der Römisch-Germanischen Kommission des Deutschen Archäologischen Instituts
- 1979 Ordentliches Mitglied des Deutschen Archäologischen Instituts
- 1987–2016 Mitglied des wissenschaftlichen Beirats des Frobenius-Instituts an der Universität Frankfurt/M., ab 1997 Vorsitzender
- 1988 Mitglied der Wissenschaftlichen Gesellschaft an der Universität Frankfurt am Main
- 1990–1993 Vorsitzender der neu gegründeten Kommission für Archäologische Landesforschung in Hessen
- 1990–2014 Vorsitzender des wissenschaftlichen Beirats der Stiftung zur Förderung der Archäologie im Rheinischen Braunkohlenrevier in Köln
- 1996–2008 Mitglied des Verwaltungsrats des Römisch-Germanischen Zentralmuseums Mainz, ab 2002 Vorsitzender
- 2005 Mitbegründer des Vereins Bandkeramisches Aktionsmuseum e. V.[13]

## Ehrungen
- 2011: Kulturpreis des Frankenbundes
- 2015: Archäologiepreis der Stiftung zur Förderung der Archäologie im rheinischen Braunkohlenrevier[14]

## Schriften (Auswahl)
- Die Michelsberger Kultur. Ihre Funde in zeitlicher und räumlicher Gliederung. In: Bericht der Römisch-Germanischen Kommission. Band 48, 1967 (1968), S. 1–350.
- mit Hartwig Zürn: Die Schussenrieder Siedlung im „Schlösslesfeld“, Markung Ludwigsburg (= Forschungen und Berichte zur Vor- und Frühgeschichte in Baden-Württemberg. Bd. 8). Müller & Gräff, Stuttgart 1977, ISBN 3-87532-066-2.
- mit Ulrich Boelicke, Detlef von Brandt, Petar Stehli, Andreas Zimmermann: Der bandkeramische Siedlungsplatz Langweiler 8, Gemeinde Aldenhoven, Kreis Düren (= Rheinische Ausgrabungen. Bd. 28). Habelt, Bonn 1988, ISBN 3-7927-0987-2.
- mit Petar Stehli (Hrsg.): Die Bandkeramik im Merzbachtal auf der Aldenhovener Platte (= Rheinische Ausgrabungen. Bd. 36). Habelt, Bonn 1994, ISBN 978-3-7927-1265-8.
- als Hrsg.: Ein Siedlungsplatz der Ältesten Bandkeramik in Bruchenbrücken, Stadt Friedberg/Hessen (= Universitätsforschungen zur Prähistorischen Archäologie. Bd. 39). Habelt, Bonn 1997, ISBN 3-7749-2735-9.
- Steinzeitliche Bauern in Deutschland. Die Landwirtschaft im Neolithikum (= Universitätsforschungen zur Prähistorischen Archäologie. Band 58). Habelt, Bonn 2000, ISBN 3-7749-2953-X.
- mit Eva Lenneis: Die altbandkeramischen Siedlungen von Neckenmarkt und Strögen (= Universitätsforschungen zur Prähistorischen Archäologie. Bd. 82). Habelt, Bonn 2001, ISBN 3-7749-3091-0.
- als Hrsg.: Die Bandkeramiker. Erste Steinzeitbauern in Deutschland. Bilder einer Ausstellung beim Hessentag in Heppenheim/Bergstraße im Juni 2004. Leidorf, Rahden/Westfalen 2005, ISBN 978-3-89646-070-7.
- als Hrsg.: Schwanfeldstudien zur Ältesten Bandkeramik (= Universitätsforschungen zur Prähistorischen Archäologie. Bd. 196). Habelt, Bonn 2011, ISBN 978-3-7749-3683-6.
- als Hrsg.: Untersuchungen zu den bandkeramischen Siedlungen Bruchenbrücken, Stadt Friedberg (Hessen), und Altdorf-Aich, Ldkr. Landshut (Bayern) (= Universitätsforschungen zur Prähistorischen Archäologie. Bd. 203). Habelt, Bonn 2011, ISBN 978-3-7749-3713-0.